# カディジャ・モハメド
カディジャ・モハメド (Khadija Mohamed Al-Makhzoumi, ソマリ語: Khadiija Maxamed, アラビア語: خديجة محمد) はソマリ人の外交官。

## 略歴
1982年4月30日、ソマリア、モガディシュ生まれ。
2008年、ソマリア外務省に参加。
2008-2009年、イギリスディアスポラ省、ソマリア連絡事務所。
2010年– 2011年6月、在マレーシアソマリア大使館評議員。
2011– 2013年、ソマリア外務省上級政治顧問。
2013 – 2015年、在イラクソマリア臨時代理大使。
2015 – 2016年、ソマリア駐イラク大使。2015年4月2日に赴任。

### 駐パキスタン大使時代
2016年、駐パキスタンソマリア大使。2020年7月10日、駐パキスタンイラク大使と会談。
2017年6月、パキスタンに留学しているソマリ人学生らが大使と交渉するためソマリア大使館を訪れたところ、問題を起こしたとして代表者が逮捕されたと報じられた。
2018年3月9日、パキスタンは、ソマリア国内の身元確認のための市民登録制度を支援することとなり、カディジャはパキスタン内務大臣と2人で協定に署名した。
2020年8月19日、パキスタンの地元通信社のインタビューに答えて「パキスタンとソマリアは活発な商業パートナーであり、ソマリアからは羊の皮革などを、パキスタンからは医薬品などを輸出する関係である。また、多くのソマリ人学生がパキスタンで学んでいる」と語っている。10月にも、ソマリ人学生を受け入れたパキスタン高等教育委員会とパキスタンの大学に感謝の意を述べている。

## 学歴
- 2008年、サウサンプトン大学経営学部学士[1]。
- 2018年、アングリア・ラスキン大学（英）経営学修士（MBA）[1]。